# Lorde Prefeito de Londres

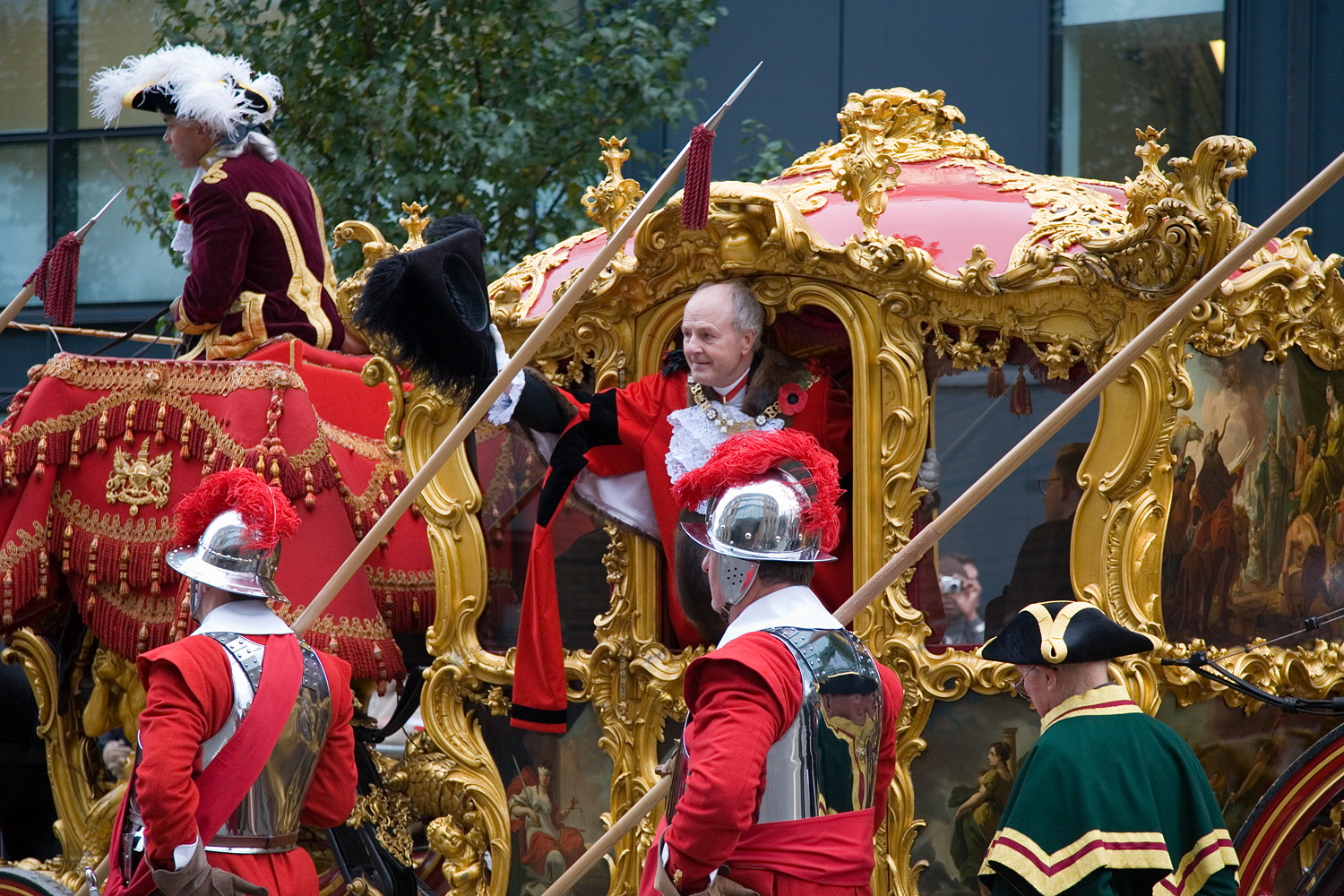
Sir John Stuttard, Lorde-Prefeito de Londres, durante o Lord Mayor's Show em 2006

O Lorde-Prefeito de Londres (inglês: Lord Mayor of London) é o senhor prefeito da Cidade de Londres e presidente da City of London Corporation. Não deve ser confundido com o Mayor of London, que governa uma área maior, a Grande Londres.
O Lorde-Prefeito é eleito a cada ano pela população da Cidade, no final do mês de setembro ou início de outubro, e toma posse em novembro. No dia seguinte a sua posse acontece o Lord Mayor's Show, onde o Lorde-Mayor, precedido por um desfile, vai do distrito financeiro a Westminster para jurar submissão à coroa do Reino Unido.
O papel do Lorde-Prefeito é cerimonial, social e político. Ele também exerce a função de Chanceler da City University (CUL).
O Lorde-Prefeito de Londres pelo período (2019–2021) foi Sir William Russell. O atual Lorde-Prefeito é Alastair King.